# 段寶
段寶（？—1381年），又名段信苴宝，段功之子，蒙古轄下的第十一位大理總管。
至正二十四年（1364年），梁王把匝剌瓦爾密害死其父段功。次年，段寶为部众所立，称平章（一说于1368年继任，即明洪武元年、元至正二十八年）。至正二十六年，梁王意欲斬草除根，密使行刺，未遂。梁王军队七攻大理，卻被段氏上下齊心擊敗，在鹤庆知事杨升调解下息兵講和，梁王上書表段寶為雲南行省左丞，雙方以洱河金鸡庙为界，南属梁王，北属段氏。
後來明玉珍再度攻打云南，梁王趕緊向段氏求援，但段寶記恨梁王的殺父之仇，出言堅拒，並附上一首詩：「烽火狼煙信不符，驪山舉戲是支吾。平章枉喪紅羅帳，員外虛題粉璧圖。鳳別岐山祥兆隱，麟遊郊藪瑞光無。自從界限鴻溝後，成敗興哀不屬吾。」氣得梁王火冒三丈，但基於唇亡齒寒之理，1367年，梁王派使積極通好，双方关系方告缓和。
1368年，红巾军首领舍兴取道元江攻入鄯闡，段寶率兵協助梁王將之擊败，又败石多罗于海口，被梁王封为武定公，但朱元璋在應天建立明朝後，段寶亦於1372年遣其叔段真，自會川入南京朝拜，表示归顺，明廷嘉奖。雙方也都有書信往來。1381年段寶暴卒，由其子段明繼位。